# 马朗 (曼恩-卢瓦尔省)
马朗（法語：Marans，發音：[maʁɑ̃] ⓘ）是法国曼恩-卢瓦尔省的一个旧市镇，属于瑟格雷区。2016年12月15日，马朗与邻近的14个市镇合并为新市镇蓝色安茹地区瑟格雷，成为了蓝色安茹地区瑟格雷的委派市镇。

## 地理
马朗（47°38'19"N, 0°51'31"W）面积9.59 平方千米，位于法国卢瓦尔河地区大区曼恩-卢瓦尔省，该省份为法国西部内陆省份，大致对应安茹地区，北起顺时针与马耶讷省、萨尔特省、安德尔-卢瓦尔省、维埃纳省、德塞夫勒省、旺代省、大西洋卢瓦尔省和伊勒-维莱讷省接壤。
与马朗接壤的市镇（或旧市镇、城区）包括：乌东河畔拉沙佩勒、阿尔戈斯河畔沙泽、热内、圣热姆当迪涅、安茹地区埃德尔。
马朗的时区为UTC+01:00、UTC+02:00（夏令时）。

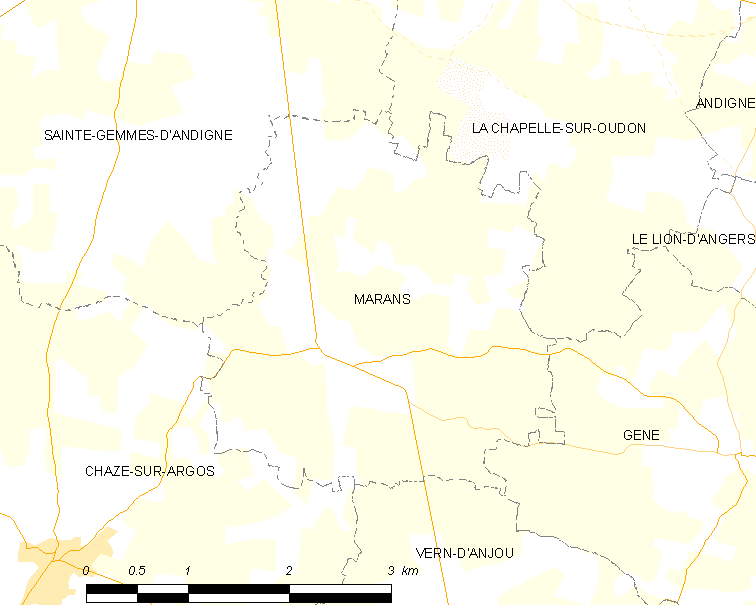
马朗的OSM定位图

## 行政
马朗的邮政编码为49500，INSEE市镇编码为49187。

## 政治
马朗所属的省级选区为蓝色安茹地区瑟格雷县。

## 人口

1962-2008年间马朗人口变化图示

马朗于2018年1月1日时的人口数量为585人。